# Jedlicze
Jedlicze è un comune urbano-rurale polacco del distretto di Krosno, nel voivodato della Precarpazia.
Ricopre una superficie di 58,21 km² e nel 2004 contava 15 029 abitanti.